# Anthracite
Pour les articles homonymes, voir Anthracite (homonymie).
L'anthracite (du grec ἄνθραξ anthrax, charbon) est une roche métamorphique d'origine organique.
C'est une variété de charbon grise, noirâtre et brillante extraite des mines.  

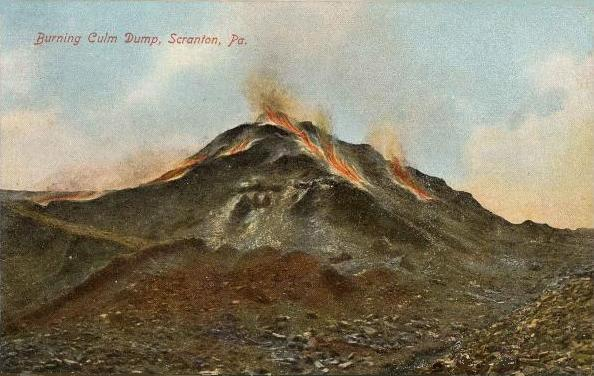
En raison d'un haut degré de houillification, la combustion des stériles minières, d'origine naturelle (combustion lente) ou accidentelle peut engendrer de hautes températures et d'importantes modifications physicochimiques du substrat.

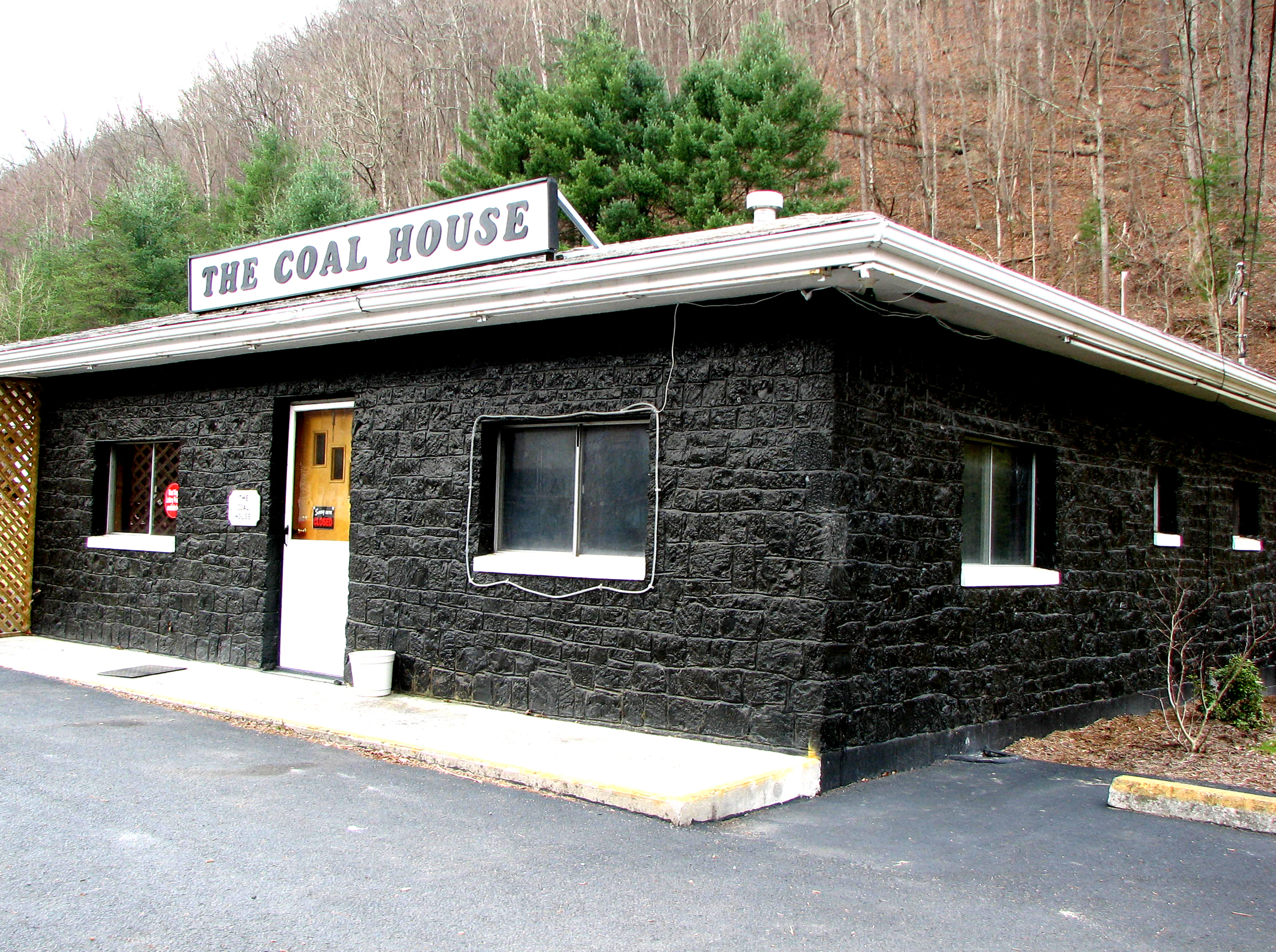
Rare exemple de bâtiment entièrement construit avec de l'anthracite (30 tonnes) en Virginie-Occidentale. Il a été utilisé comme boutique de souvenirs où les touristes pouvaient acheter des morceaux de charbon ou des figurines et autres sculptures en charbon (puis mis en vente en 2006).

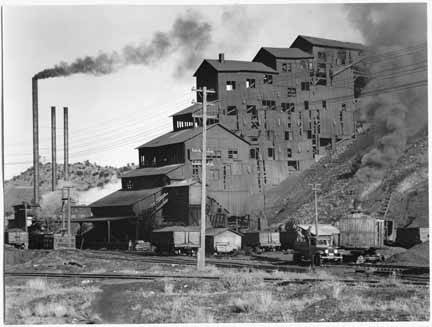
Usine de concassage et tri du charbon alimentée par de l'anthracite, à Madrid (Nouveau-Mexique), en 1935. Ces installations étaient source de poussière et suies, ainsi que de pluies et/ou retombées acides (ce charbon contient environ 1 % de soufre).

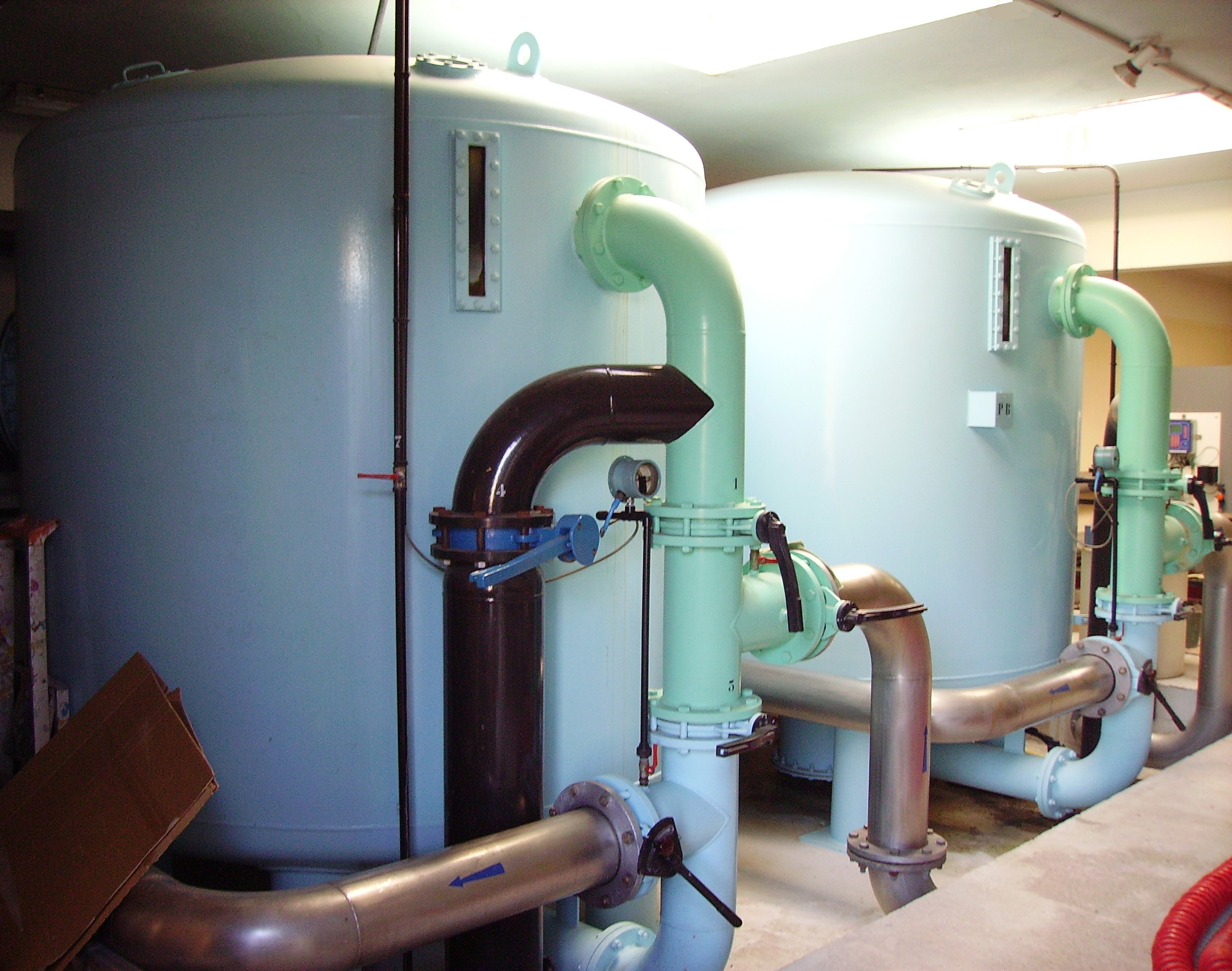
Cuves de traitement de l'eau utilisant un charbon activé produit à partir d'anthracite.

À ce titre, l'anthracite a été exploité en priorité au cours des XIXe et XXe siècles (cf. Pic de Hubbert appliqué au charbon). Sa densité réelle est de l'ordre de 1,45 à 1,75.

## Caractérisation
Dans le processus (géologique) naturel de formation du charbon, c'est le stade le plus achevé de la houillification ; il contient 92 à 95 % de carbone, ce qui en fait un des charbons les plus riches en carbone et les plus caloriques.
| Produits                                | Teneur en carbone (en %) | Pouvoir calorifique (en kJ/kg) |
| --------------------------------------- | ------------------------ | ------------------------------ |
| Anthracite                              | 93 - 97                  | 33 500 - 34 900                |
| Charbon maigre et houille anthraciteuse | 90 - 93                  | 34 900 - 36 000                |
| Charbon demi-gras ou semi-bitumineux    | 80 - 90                  | 35 000 - 37 000                |
| Charbon gras ou bitumineux à coke       | 75 - 90                  | 32 000 - 37 000                |
| Flambant                                | 70 - 80                  | 32 700 - 34 000                |
| Lignite                                 | 50 - 60                  | < 25 110                       |
| Tourbe                                  | < 50                     | 12 555                         |

## Gisements
L'anthracite se trouve exclusivement dans les roches du paléozoïque (Carbonifère et Permien).[réf. nécessaire]
On rencontre de grands gisements miniers en Chine, en Australie, en Europe et aux États-Unis.

### En France
D'importants gisements ont existé en France.
À titre d'exemple, dans le Dauphiné, au niveau de la région de La Mure ; ils ont été exploités par les Houillères du Dauphiné. Gisements de La Mure :
- Combe Ramis
- La Grand Draye
- La Jonche
- La Motte-d'Aveillans
- Le Majeuil
- Le Marais
- Le Mollard
- Le Peychagnard
- Les Bethoux
- Les Boines
- Les Chuzins
- Les Rioux
- Prunieres
- Putteville
- Serre Leycon
- Saint Theoffrey
- Susville.

### En Suisse
D'importants gisements en Suisse et spécialement en Valais ont été exploités jusqu'à la Seconde Guerre mondiale, relancés en 1938, puis brusquement fermés en 1943.

Sion, mine d'anthracite « en nettoyage ». Chandoline, 1939, Leo Wehrli géologue.

## Utilisations
L'anthracite se consume lentement et est utilisé pour :
- le chauffage comme combustible, éventuellement sous forme semi-pulvérulente dans des installations industrielles[3] ; son pouvoir calorifique est de 7 000 à 8 000 kcal/kg ;
- la fabrication d'électrodes ;
- comme colorant ;
- pour produire du caoutchouc synthétique ;
- pour la préparation de charbon activé[4] notamment utilisé pour le traitement primaire de l'eau ;
- en sidérurgie (voir ci-dessous).

### Utilisation en sidérurgie
Historiquement, l'utilisation d'anthracite a été un point clé dans le développement de la sidérurgie, en particulier aux États-Unis. En effet, la mise au point du haut fourneau au coke par Abraham Darby permet d'affranchir cette industrie de la pénurie et du coût du charbon de bois. Malheureusement, la plupart des charbons alors disponibles aux États-Unis étaient incompatibles avec la production de fonte de qualité. Le remplacement du charbon de bois par l'anthracite échoua longtemps, jusqu'à l'invention du vent chaud par James Beaumont Neilson.
En 1831, Frederick W. Gessenhainer dépose un brevet relatif à l'utilisation d'anthracite, dont l'ignition devient possible lorsque l'air soufflé dans le haut fourneau a été préalablement chauffé. Il produit en 1836 à Valley Furnace (en), près de Pottsville en Pennsylvanie, la première fonte à l'anthracite, mais son décès en 1838 suspend momentanément le développement de cette technique aux États-Unis.
Indépendamment de Gessenhainer, George Crane et David Thomas, de l'Yniscedwyn Works dans le Pays de Galles, déposent un brevet similaire en 1836. Le nouveau procédé y démarre le 5 février 1837. Crane achète cependant les droits relatifs au brevet de Gessenhainer, pendant que Thomas émigre en Amérique où il fonde la Lehigh Crane Iron Company (en) à Catasauqua, en Pennsylvanie. La réussite de ce procédé assure sa diffusion, permettant ainsi l'essor de la sidérurgie américaine.
Mécaniquement plus résistant, le coke supplante cependant l'anthracite dès que des charbons cokéfiables sont découverts. Au début du XIXe siècle, la production de fonte à l'anthracite est devenue marginale. De nos jours, l'anthracite n'est plus utilisé que comme complément au coke ou au charbon injecté aux tuyères de haut fourneau, ainsi que comme combustible dans les usines d'agglomération de minerai.

## Impacts environnementaux
Les impacts miniers sont proches de ce qu'ils sont pour les autres types de charbons (impacts miniers, écopaysagers et climatiques par l'émission de gaz à effet de serre). En raison d'un haut degré de houillification, la combustion des stériles minières peut engendrer de hautes températures et une flore particulière peut s'installer sur les terrils riches en poussières et restes d'anthracite.